# Bill Stewart (Leichtathlet)
Bill Stewart (eigentlich William Stewart; * 9. August 1921) ist ein ehemaliger US-amerikanischer Hochspringer.
1941 wurde er US-Meister. Am 26. April 1941 stellte er in Provo mit 2,092 m eine Weltbestleistung auf, die jedoch nicht als Weltrekord anerkannt wurde.